# Division d’Honneur (Frankreich)
Die Division d’Honneur, oft kurz DH genannt, auf Deutsch „Ehrendivision“, ist die höchste regionale Amateurspielklasse im französischen Fußball. Derzeit (2017) bilden die einzelnen Staffeln der DH bei den Männern die sechst- und bei den Frauen die dritt-, ab 2023/24 die vierthöchste Ligenstufe. Seit der Saison 2017/18 trägt die DH der Männer die offizielle Bezeichnung Régional 1.

## Position im Ligasystem
Bereits unmittelbar nach seiner Gründung (1919) führte der einheitliche Landesverband FFF diese Spielklasse unter dieser Bezeichnung ein. Bis 1927 (Schaffung eines Championnat de France par Catégories, noch unter Amateurbedingungen) war die DH die höchste Liga; mit der Einführung des Professionalismus (landesweite Division 1 ab 1932 und Division 2 ab 1933) war sie nur noch die dritthöchste Spielklasse, allerdings immer noch die oberste Amateurliga. Seit 1970 wurden als Unterbau der ersten und zweiten Liga – unter wechselnden Bezeichnungen (2023 sind das National 1, National 2 und National 3) und in unterschiedlicher räumlicher Ausdehnung – weitere landesweite Ligen geschaffen, wodurch die Division d’Honneur bzw. Régional 1 bis auf die heutige Sechstklassigkeit herabgestuft wurde.
Lediglich in Frankreichs überseeischen Départements und Territorien stellen die Divisions d’Honneur (wie beispielsweise die neukaledonische DH) de facto die höchste Liga dar. Zwar könnten theoretisch auch die dortigen erfolgreichsten Mannschaften in die CFA2 aufsteigen; aufgrund der Entfernungen zum Mutterland hat von dieser Möglichkeit aber noch nie ein Team Gebrauch gemacht. Sie nehmen lediglich am französischen Pokalwettbewerb teil. 
Frauenmannschaften können dementsprechend aus der DH/Régional 1 in die zweite, ab 2023/24 in die dritte Liga aufsteigen.

## Organisation des Spielbetriebs
Die einzelnen Staffeln der DH unterstehen vom Spielbetrieb und der Sportgerichtsbarkeit her dem jeweiligen Regionalverband (Ligue) der FFF; deren Zuständigkeitsgebiet deckt sich, von wenigen Ausnahmen abgesehen, mit einer der französischen Verwaltungsregionen. Entsprechend gibt es im europäischen Gebiet Frankreichs 22 DH-Staffeln, die im Regelfall jeweils Teilnehmer aus mehreren Département umfassen (Genaueres zur räumlichen Verteilung der einzelnen DHs siehe unter Regionalverbände im französischen Kernland). Die Bezeichnung als DH ist nicht verbindlich, wird aber aus Traditionsgründen flächendeckend beibehalten.
Am Ende jeder Saison tragen die darin jeweils bestplatzierten Männermannschaften Qualifikationsspiele (Barrages) gegen die am schlechtesten platzierten Teams des CFA2 aus und können im Erfolgsfall in die fünfte Liga aufsteigen. Auch nach unten, mit der siebten Ligenstufe – je nach Region als Division Supérieure d’Élite oder Division Supérieure Régionale (DSR), früher auch als Promotion d’Honneur bezeichnet –, besteht Durchlässigkeit, gibt es also Auf- bzw. Abstieg. Analog gilt dies auch für den Frauenfußball.
Auch in der DH gilt, wie im gesamten französischen Amateur- und Frauenfußball, nicht die Drei-Punkte-Regelung; vielmehr gibt es für einen Sieg vier, ein Remis zwei und eine Niederlage noch einen Punkt.